# EFnet

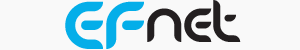
EFnet.

EFNet is een internationaal en vrij toegankelijk IRC-netwerk. EFNet staat voor "Eris Free Network", afgeleid van de naam van de eerste server, eris.berkeley.edu. Het netwerk is te bereiken via de hoofdserver irc.efnet.org, een complete lijst met servers is te vinden op de officiële website.
Het netwerk is in 1990 opgezet en is tegenwoordig een van de grootste IRC-netwerken ter wereld met gemiddeld ongeveer 20.000 gebruikers actief op elk moment van de dag.